# Гасанов, Али Алиевич
Али Али оглу Гасанов (1 января 1976, Баку, Азербайджан, СССР) — азербайджанский художник и музыкант.

## Биография
Али Гасанова считают первым перформансистом Азербайджана.
Работал дизайнером по костюмам на «Азербайджанфильме», дизайнером по костюмам и декоратором Государственного экспериментального театра, арт-директором журнала «Forsage» и рекламного агентства «Khatt».
Гасанов представлял Азербайджан на 52-й Венецианской биеннале.
Али Гасанов является создателем и лидером музыкальной группы «PG Large Used Project».
Работы Али Гасанова выставлялись в Азербайджане, России, Грузии, Франции, Норвегии, Греции, Италии.
Весной 2013 года антиглобалистическая инсталляция Али Гасанова «Хозяева» была представлена на 55-й Венецианской биеннале в рамках международного проекта «Love Me, Love Me Not» организации «YARAT!».

## Избранные проекты и выставки
- 2013 — «Vise Versa». Галерея YAY, Баку.[3][4]
- 2012 — «Формат изображения». ГЦСИ, Москва.[5]
- 2010 — Выставка «Серебряное Королевство». Лофт Проект ЭТАЖИ — Галерея «Формула», Санкт-Петербург[6].
- 2009 — Video Installations «Think of the Radio», «Appointment» at DEPO, Istanbul, Turkey.
- 2009 — Персональная выставка «Кафедральный шпион». Галерея «Протвор», Санкт-Петербург[7].
- 2009 — Проект «МАРСово поле — Содружество», перформанс-инсталляция «Sentencia». Галерея «М'АРС», Москва[2][8].
- 2007 — International Art-forum «Art Caucasus». Tbilisi, Georgia; «Air Mail» — video.
- 2007 — 52-я Венецианская биеннале «OMNIA MEA», Italy.
- 2006 — Art residence (Rogaland Art Centre, Art Centre Tou Scene). «Keelcoushe» performance — installation, Stavanger, Norway
- 2006 — «Art Caucasus» — National centre or contemporary art, Moscow, Russia.
- 2006 — International art festival «East-o-West» «Keelcoushe» performance-installation, Die, France
- 2005 — «Memory Unit» — performance — installation. Museum Centre, Baku, Azerbaijan
- 2005 — «Blood with Milk» performance. French Cultural Centre, Baku, Azerbaijan
- 2002 — Music art festival «Gender + Theatre» «PG large used project». Musical project «Fridarumental 8000-th probe», Baku, Azerbaijan
- 1999 — Art Manege «Sex 2000», Moscow, Russia
- 1999 — Performance action «Air paws». Baku Art Centre, Baku, Azerbaijan
- 1998 — Performance/social intervention «The brain of galapagos turtle», Baku, Azerbaijan.

## Работа в кино
- В документальном фильме «O, Sortie!» (ВГИК, 2010, реж. Руфат Гасанов) использована песня Али Гасанова «Sad Spaces» (группа «PG Large Used Project»)[9][10].